# Stecchericium seriatum
Stecchericium seriatum är en svampart som först beskrevs av Lloyd, och fick sitt nu gällande namn av Rudolf Arnold Maas Geesteranus 1966. Stecchericium seriatum ingår i släktet Stecchericium och familjen Bondarzewiaceae.   Inga underarter finns listade i Catalogue of Life.